# Домаслав
Домаслав (пол. Domasław, нем. Domslau)  —  деревня  в Польше, входит в Нижнесилезское воеводство,  Вроцлавский повят.  Население в 2009 г.: 737 человек.

## Достопримечательности
- Костёл святого Войцеха
- Лужицкое кладбище

## Транспорт
В деревне находятся остановочный пункт «Домаслав» на железнодорожной линии номер 285 (Вроцлав-Главный — Едлина-Здруй) и четыре автобусные остановки линий 812, 852, 862, 872, 892 и N62 вроцлавского городского транспорта.

## Галерея

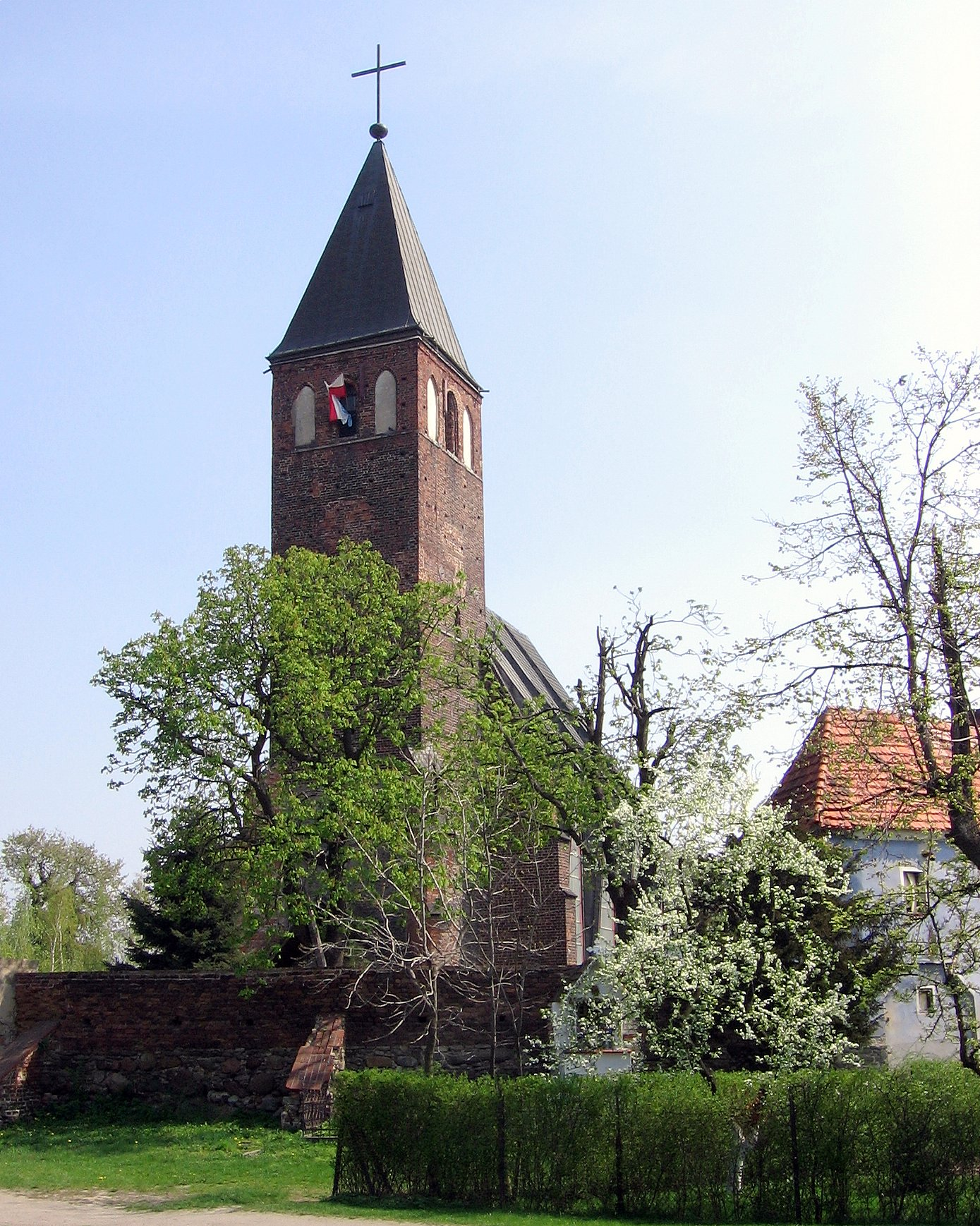
Костёл святого Войцеха